# Ewaldo Willerding
Ewaldo Germano Joaquim Willerding (Itajaí, 6 de setembro de 1909 - Itajaí, 18 de julho de 1988) é um político brasileiro.
Filho de Júlio Willerding e de Maria Rauert Willerding. Casou com Nair Léa Campos Willerding.
Foi deputado à Assembleia Legislativa de Santa Catarina na 5ª legislatura (1963 — 1967), como suplente convocado, eleito pelo União Democrática Nacional (UDN).